# Leichtathletik-Weltmeisterschaften 2022/Teilnehmer (Pakistan)
| Goldmedaillen | Silbermedaillen | Bronzemedaillen |
| ------------- | --------------- | --------------- |
| —             | —               | —               |

Der Leichtathletikverband von Pakistan nahm mit einem Athleten an den Leichtathletik-Weltmeisterschaften 2022 in Eugene teil.

## Ergebnisse

### Männer

#### Sprung/Wurf
| Athlet        | Disziplin | Qualifikation | Qualifikation | Finale     | Finale |
| Athlet        | Disziplin | Weite/Höhe    | Platz         | Weite/Höhe | Platz  |
| ------------- | --------- | ------------- | ------------- | ---------- | ------ |
| Arshad Nadeem | Speerwurf | 81,71 m       | 9             | 86,16 m SB | 5      |